# Amar Ezzahi
Amar Ezzahi (en arabe : عمار الزاهي), né le 1er janvier 1941 à Iboudraren dans la daïra de Beni Yenni wilaya de Tizi Ouzou, et mort le 30 novembre 2016 à Alger, est un chanteur, compositeur et interprète de Chaâbi algérien.

## Biographie
De son vrai nom Amar Aït Zaï, Ezzahi est né le 1er janvier 1941 dans la commune de Iboudraren dans la daïra de Beni Yenni dans la wilaya de Tizi Ouzou. Il a un frère mort martyre de révolution a 17 ans, et deux sœurs.
C'est en écoutant Boudjemaâ El Ankis, dans les années 60, qu'il s'éprend pour la musique Chaâbi et commence à en apprendre les bases en autodidacte. Il aura dans son orchestre, durant quinze ans un musicien de talent, Kaddour Bachtoubdji avec lequel il a commencé à travailler en 1964,qui lui transmettra plusieurs qasida.
Son premier enregistrement date de 1968, Ya Djahel Leshab et Ya El Adraâ furent les deux premières chansons de son premier 45t. La musique et les paroles étaient de Mahboub Bati. En 1971, il enregistre trois 45t et en 1976, deux 33t. II compte trois chansons à la radio et quatre autres à la télévision.
Modeste, réservé, se confiant rarement, fréquentant souvent le café El Kawakib, Amar Ezzahi, l'un des plus brillants interprètes du Chaâbi des années 70, disparaît pratiquement de la scène artistique à partir de 80 et n'est présent que lors des fêtes familiales. Il réapparaît le 10 février 1987 dans un récital à la salle Ibn Khaldoun à Alger pour s'effacer à nouveau.
Il meurt le 30 novembre 2016. À l'annonce de sa mort, Azzedine Mihoubi, le ministre algérien de la Culture, s'est rendu à son domicile pour lui rendre hommage. Ses funérailles ont eu lieu le lendemain 1er décembre. Il a été inhumé au cimetière El Kettar,.
Abdelkader Chaou et Kamel Aziz lui ont rendu hommage au cours d'une représentation en son honneur, à l'Institut du monde arabe le 3 décembre 2016 à Paris.

## Carrière
Amar Ezzahi était un chanteur et un joueur de mandole. Ses premiers enregistrements datent de 1965. En 1976, il a enregistré deux albums. Il s'est produit la dernière fois en concert, le 10 février 1987 à Alger, ses apparitions en salle étaient rares, la majorité datent d'avant 1980, mais impossible d'avoir ces enregistrements, excepté quelques-unes postées par ses fans dans le web, au Théâtre National Algérien en 1976 et à l'occasion de la fête du Mawlid al-Nabawi en 1972. Il préférait se produire dans les réunions familiales. Il fuyait les médias et refusait les droits d'auteur. Il fut une figure majeure du Chaâbi algérien.

## Vie et mort personnelles
Amar Ezzahi a vécu une vie ascétique : il n'était pas marié et n'avait pas d'enfants,.
Amar Ezzahi est décédé le 30 novembre 2016,.  À sa mort, Azzedine Mihoubi , le ministre algérien de la Culture, a visité sa maison pour lui rendre hommage.  Ses funérailles ont eu lieu dans une mosquée le lendemain, le 1er décembre, et il a été enterré au cimetière d'El Kettar ,.
Une célébration en l'honneur d' Amar Ezzahi, avec des performances d' Abdelkader Chaou et Kamel Aziz , a eu lieu à l'Institut du monde arabe le 3 décembre 2016 à Paris, France.

## Discographie
Parmi ses chansons les plus connues, on peut citer :
- Zinouba
- Esmaa Nousik Ya Inssan
- EL Haraz
- Sali Trach
- El Djafi
- Yel Meknin Ezzine
- Yal Adra
- Aadrouni yahli

## Décorations
- Achir de l'ordre du Mérite national d'Algérie.